# زاساد
زاساد (به صربی: Zasad) یک منطقهٔ مسکونی در صربستان است که در کرالیفو واقع شده‌است.